# نیروهای طبیعت
نیروهای طبیعت (انگلیسی: Forces of Nature) فیلمی آمریکایی در سبک کمدی رمانتیک است که در سال ۱۹۹۹ منتشر شد.

## خلاصه داستان
مردی که در آستانه ازدواج است، بعد از این که هواپیمایش هنگام بلند شدن از زمین دچار سانحه می‌شود، با یک زن شگفت‌انگیز آشنا می‌شود…

## بازیگران
- بن افلک
- ساندرا بولاک
- مورا تیرنی
- استیو زان
- بلایث دانر
- رونی کوکس
- ریچارد شیف
- آن هانی
- دیوید استریکلند
- مایکل کادلیتز
- مریدیت اسکات لین